# Dionys Milch

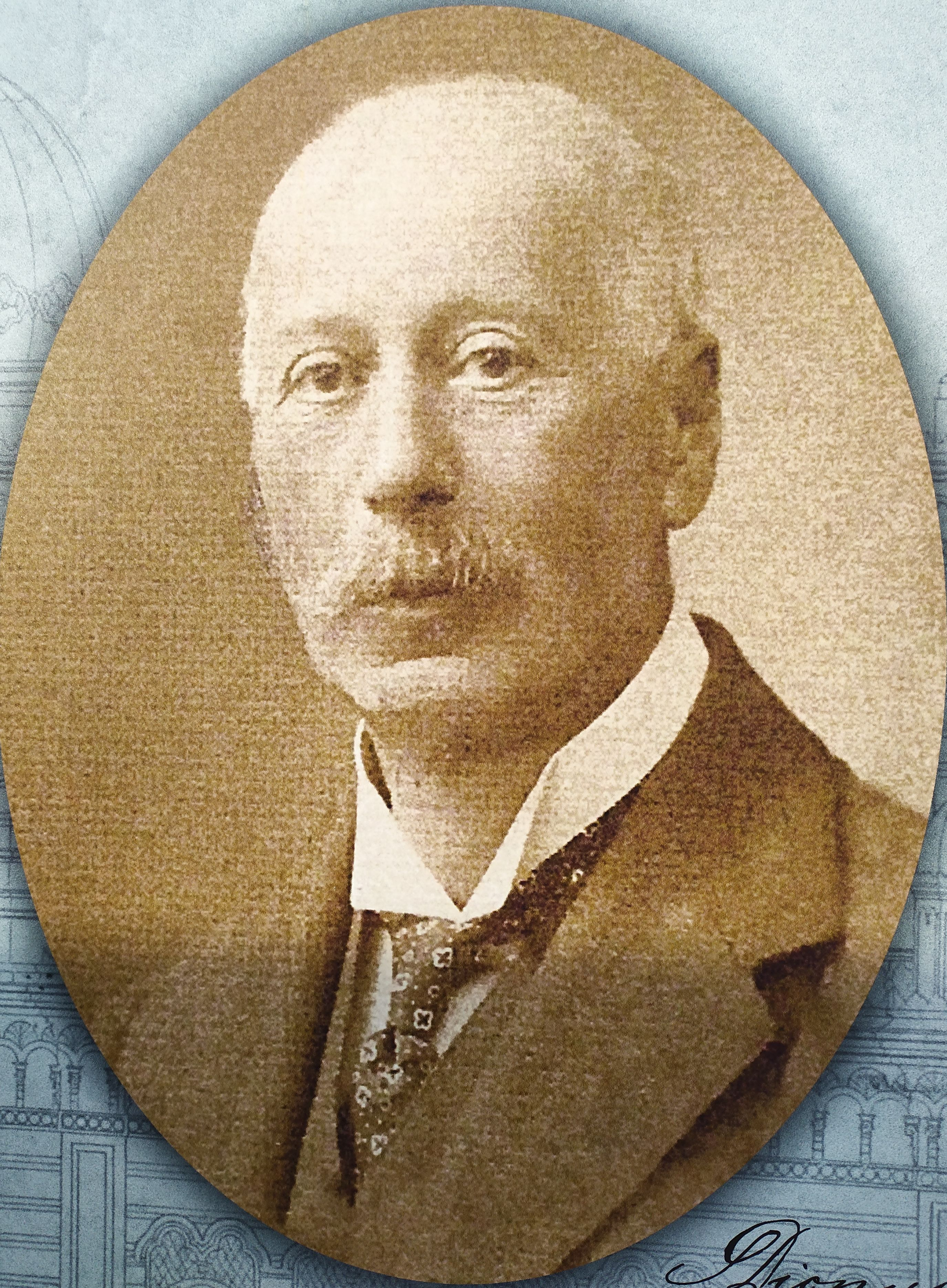
Dionyz Milch

Dionys Milch (* 1864, † nach 1899) war ein österreichischer Architekt.
Dionys Milch wurde 1864 geboren. In der Literatur wird er auch unter dem ungarischen Namen Dezsö Milch oder dem slowakischen Namen Dionýz Milch angeführt. Seine Architektur war stark vom Historismus und Eklektizismus geprägt. Die Ausnahme bildeten die Synagogen, die er im maurischen Stil entworfen hat. Sie weisen jedoch auch Merkmale vom Historismus auf.
Er hatte ein Architekturbüro in Wien am selbst erbauten Deutschmeisterplatz 2. Er arbeitete anfangs mit Heinrich Hellin zusammen (Milch & Hellin), der aber bald ausschied.

## Werke
- 1880: Wohn- und Geschäftshaus Deutschmeisterplatz 2, Wien-Innenstadt[3][4][2]  – später Sitz ÖGB Privatangestellte
- 1882: Mietshaus Friedrich-Schmidt-Platz 2 (heute Amerika-Haus), Wien (mit Heinrich Hellin; eines der Arkadenhäuser im Rathausviertel) – US-Kulturinstitut seit 1945
- 1886: Mietshaus Kolingasse 4, Wien-Innenstadt[5]
- 1886: Mietshaus Maria-Theresien-Straße 3, Wien-Innenstadt[6]
- 1887: Mietshaus Reichsratsstraße 11–13, Wien-Innenstadt (1883 von Emil von Förster begonnen; eines der Arkadenhäuser im Rathausviertel)
- 1892: Palais Auspitz (Schwarzenbergstraße 1–3), Wien-Innenstadt[7]
- 1892: Direktion der Staatsbahnen (Schwarzenbergplatz 3), Wien-Innenstadt – 1945 zerstört, 1983 rekonstruiert; Raiffeisen
- 1893/94: Neologe Synagoge, Preßburg, Ungarn (heute Slowakei) – 1969 abgerissen
- 1898: Neologe Synagoge, Považská Bystrica, Ungarn (heute Slowakei) – 1976 abgerissen
- 1899: Orthodoxe Synagoge, Galanta, Ungarn (heute Slowakei) – 1976 abgerissen